# Mount Moriah (Terranova y Labrador)
Mount Moriah es un pueblo canadiense situado en la provincia de Terranova y Labrador.

## Superficie
Mount Moriah tiene una superficie de 15,71 km².

## Demografía
En 2021, tenía 700 habitantes, una densidad poblacional de 44,6 hab./km², y 309 viviendas.